# Seth Kelsey
Weston Kelsey, noto come Seth (Santa Monica, 24 agosto 1981), è uno schermidore statunitense.

## Palmarès
In carriera ha conseguito i seguenti risultati:
- Mondiali di scherma

Parigi 2010: argento nella spada a squadre.
Kiev 2012: oro nella spada a squadre.
- Giochi Panamericani:

Santo Domingo 2003: oro nella sciabola a squadre.
Rio de Janeiro 2007: bronzo nella spada a squadre.
Guadalajara 2011: oro nella spada individuale ed a squadre.